# El detective y la muerte
Pour plus de détails, voir Fiche technique et Distribution.
El detective y la muerte est un film espagnol réalisé par Gonzalo Suárez, sorti en 1994.

## Synopsis
Un magnat âgé et proche de la mort offre à sa maîtresse, Laura, un cadeau d'anniversaire particulier : un dispositif de réalité virtuelle dans lequel il pourra se manifester après sa mort.

## Fiche technique
- Titre : El detective y la muerte
- Réalisation : Gonzalo Suárez
- Scénario : Gonzalo Suárez, Azucena Rodríguez d'après le conte L'Histoire d'une mère de Hans Christian Andersen
- Musique : Suso Sáiz
- Photographie : Carlos Suárez
- Montage : José Salcedo
- Production : Andrés Vicente Gómez
- Société de production : Rocabruno, Lolafilms, Tor Film Studio et Canal+ España
- Pays :  Espagne,  Pologne et  France
- Genre : Thriller
- Durée : 108 minutes
- Dates de sortie : 
  -  Espagne : 30 septembre 1994

## Distribution
- Javier Bardem : le détective
- Maria de Medeiros : María
- Carmelo Gómez : l'homme obscur
- Héctor Alterio : G. M.
- Charo López : La Duchesse
- Mapi Galán : Laura
- Francis Lorenzo : D. Luis
- Paulina Gálvez : Ofelia
- Myriam De Maeztu : Rosa

## Distinctions
Le film a été nommé pour cinq prix Goya.